# Transport ferroviaire en Islande
Le transport ferroviaire en Islande n'existe pas car il n'y a pas de réseau de chemin de fer dans le pays.
Néanmoins il y a eu trois petites lignes de chemin de fer à voie étroite, mais aucune n'est devenue un réseau de transport public. Plusieurs projets de lignes ont été proposés, mais la faible taille de la population, la concurrence avec l'automobile et la rudesse de l'environnement ont fait qu'ils n'ont jamais abouti.

## Chemin de fer du port de Reykjavík

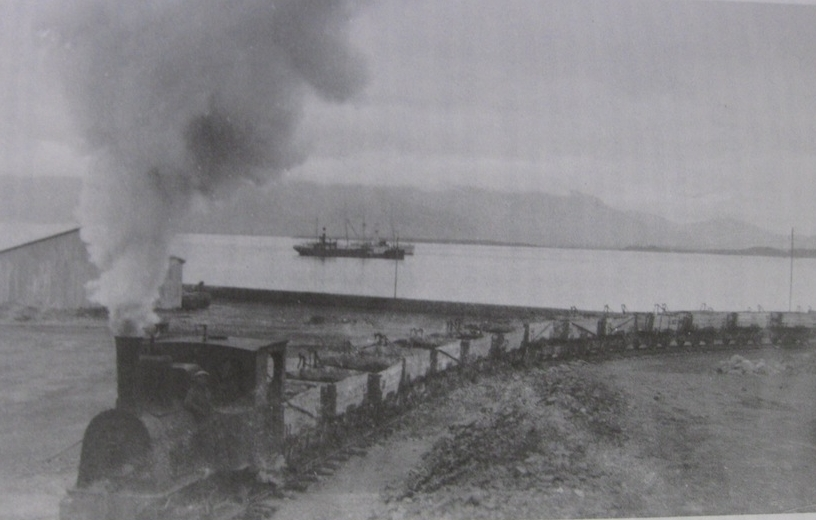
Locomotive et wagons sur le chantier du port

### Le tracé du réseau

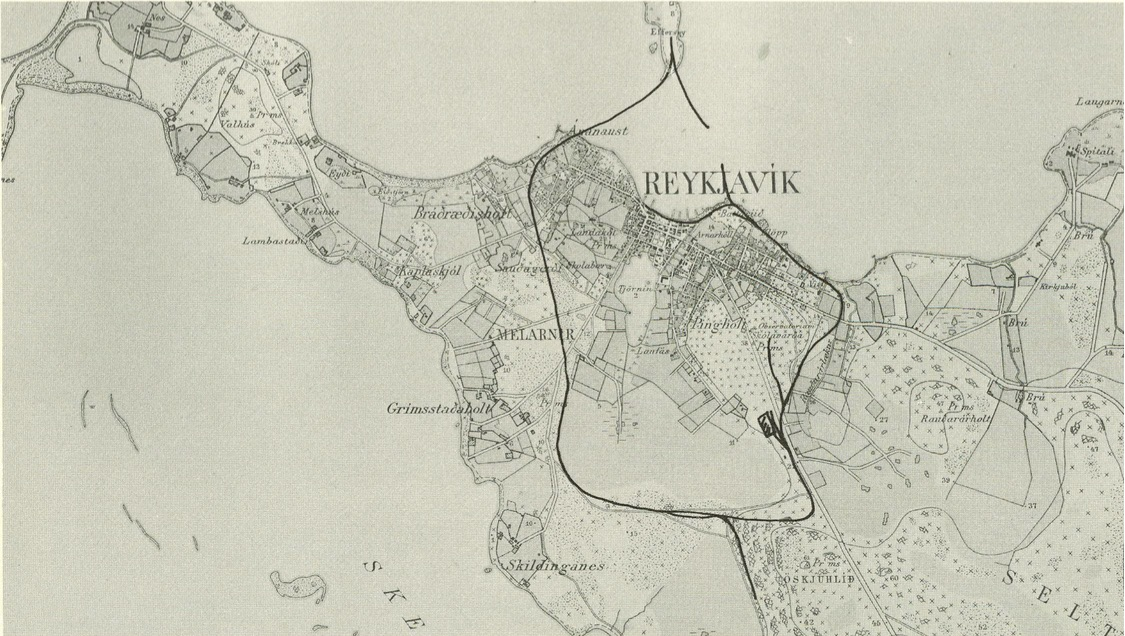
La carte du chemin de fer du port de Reykjavik à partir de 1902 par le N. P. Kirk

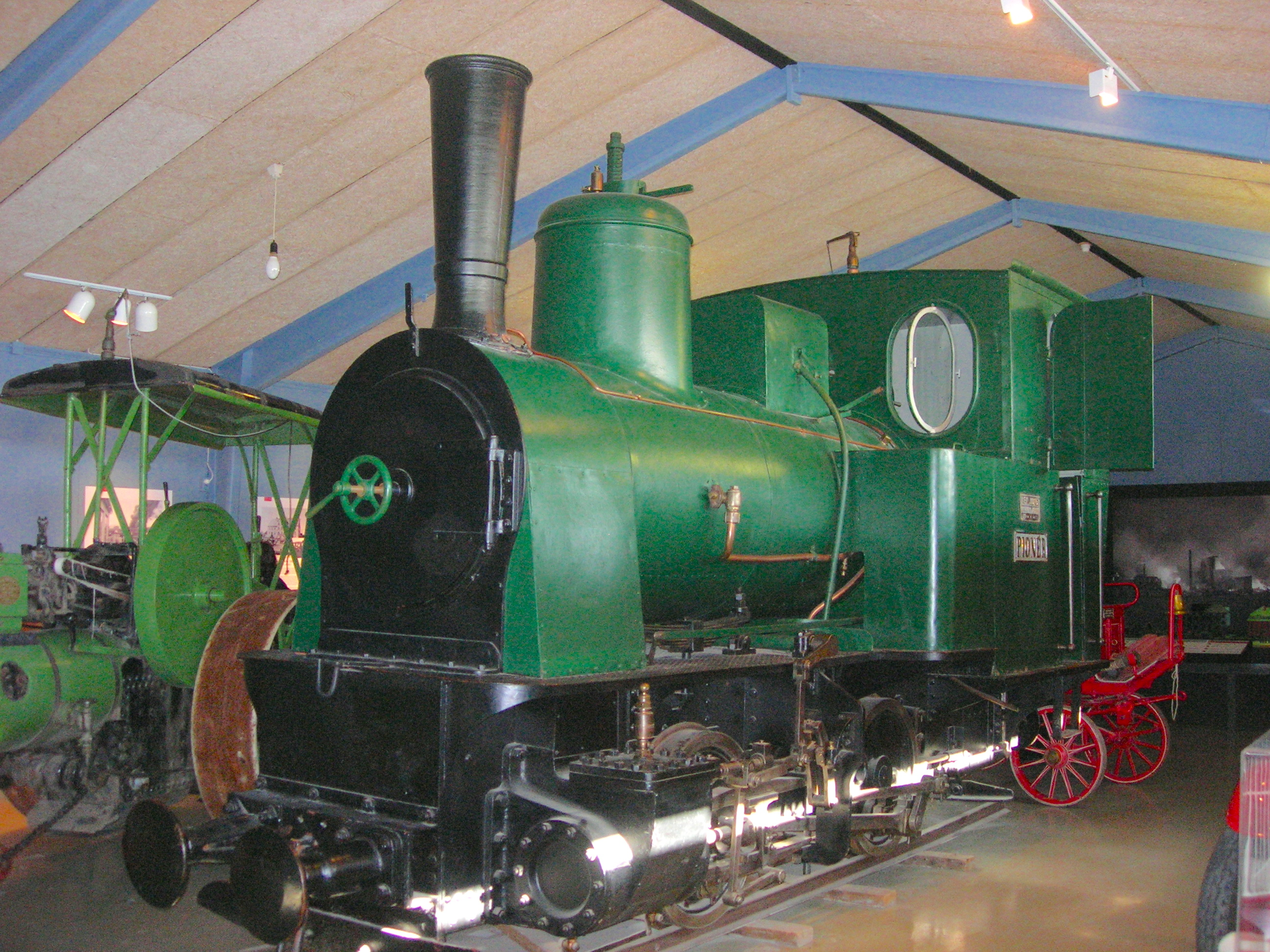
Locomotive Pioner, aujourd'hui préservée.

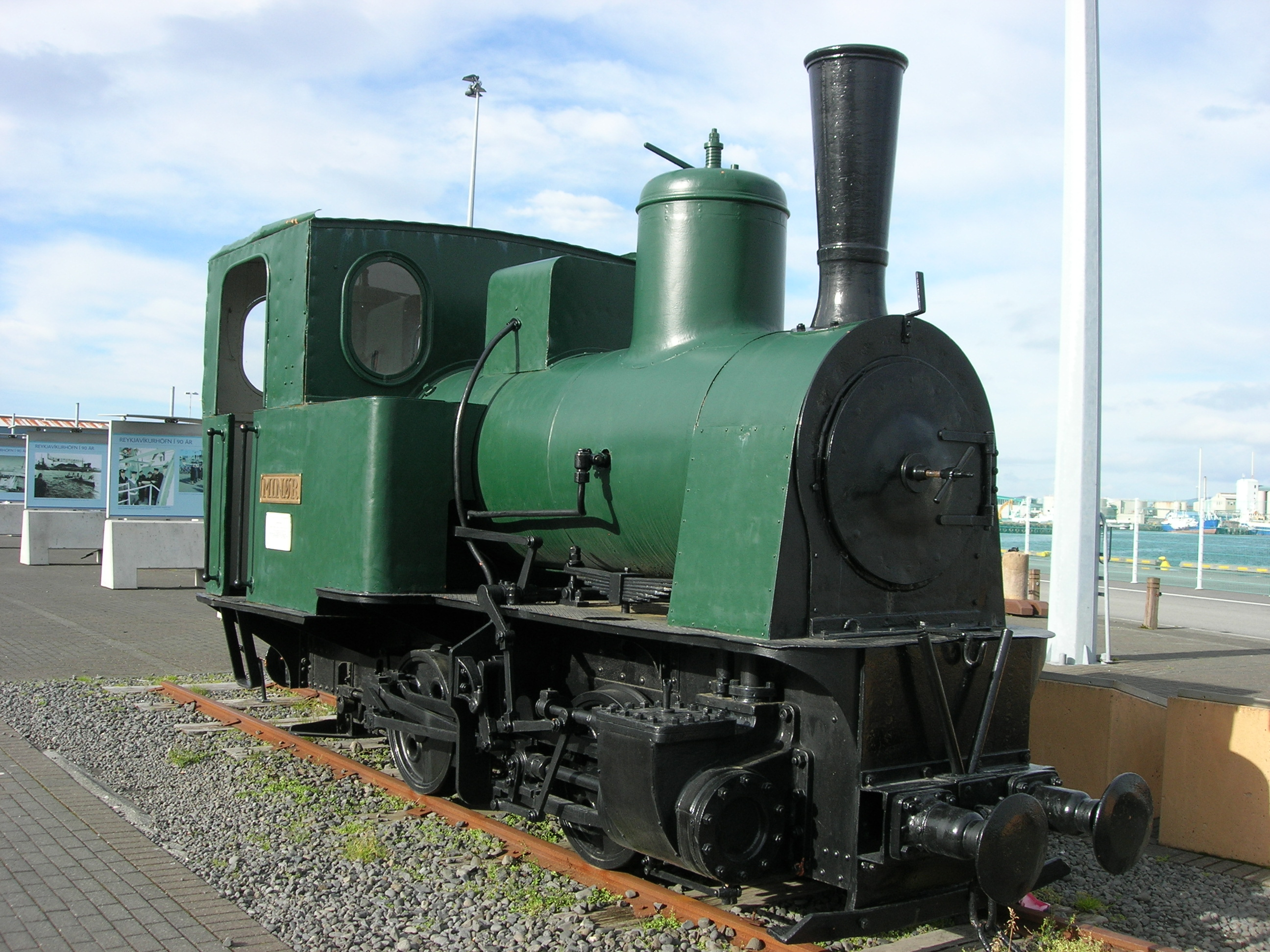
Locomotive Minør, aujourd'hui préservée.

Probablement le plus connu des projets ferroviaires islandais, le chemin de fer du port de Reykjavík est un chemin de fer à voie étroite de 900 mm (2 pi 117⁄16 en) d'écartement, exploité de 1913 à 1928 pour la construction des brise-lames du port.
Le chemin de fer part d'une carrière à l'extérieur de la ville, Öskjuhlíð, à partir de laquelle il parcourt une courte distance vers un évitement et des voies de garage. Cette bifurcation est située juste au sud d'un grand terrain qui est aujourd'hui l'aéroport de la ville de Reykjavík. De là, une ligne part vers l'ouest, contournant le bord ouest de la ville, avant d'arriver le long de la jetée du nouveau port de l'île d'Effersey. Là un tiroir permet aux trains de changer de sens pour repartir un morceau de ligne, construite sur le mur externe du port et étendue au fur et à mesure que ce mur s'avance dans la mer. À partir de la première bifurcation où se situait l'évitement, une deuxième ligne part vers l'est au travers de fermes pour arriver au dépôt des locomotives, juste à l'extérieur de la ville et vers une seconde bifurcation d'où part un court embranchement vers une deuxième carrière (aujourd'hui au cœur de la capitale, dans un quartier résidentiel), tandis que la ligne principale continue jusqu'aux quais. De là, la ligne longe les quais (où une des locomotives est aujourd'hui conservée comme monument), avec un embranchement allant vers l'autre digue en cours de construction.

### Les locomotives
Le chemin de fer est exploité par deux locomotives à vapeur construites par la société allemande Jung, qui ont été conservées. Construites dans les années 1890 en Allemagne, elles ont servi brièvement au Danemark avant d'être importées en Islande en 1913 pour le projet de construction du port. La locomotive Pioner est maintenant une pièce statique exposée dans le musée folklorique de Árbær tandis que la locomotive Minør, après de nombreuses années de stockage dans un hangar Nissen sous des tas de détritus, est aujourd'hui présentée à l'air libre à Reykjavík. Un modèle réduit de ce chemin de fer, montrant l'un des locomotives au travail, est présenté dans le musée maritime de Reykjavík. Minør a été la première locomotive à avoir été retirée du service, tandis que Pioner (qui avait reçu une chaudière de remplacement en 1910 afin de prolonger sa durée de vie) a continué à fonctionner jusqu'à ce que le chemin de fer ferme en 1928.

### Le matériel roulant
Le matériel principal de ce chemin de fer étaient des wagons ouverts à deux essieux. Un grand nombre de ces wagons possédaient une ouverture sur les côtés pour le chargement et le déchargement.

### Accidents
Le premier accident ferroviaire d'Islande a eu lieu sur le Chemin de fer du port de Reykjavik. Les archives du musée de la ferme d'Árbær montrent que les deux locomotives du chemin de fer du port ont été impliquées dans des accidents entre les deux guerres mondiales.
Pioner a été délibérément déraillée par les vandales qui ont placé une chaîne en travers de la voie, retenue des deux côtés par des roches. Plus tard, ils ont affirmé qu'ils étaient en train de tester les performances de la locomotive alors qu'elle avait déjà survécu à leurs expériences antérieures, à savoir placer des pièces de monnaie et des planches sur la voie.
Minør a été impliqué dans un accident causé par section de voie qui a cédé sous la locomotive. Des traverses de bois pourries ont été la cause de cet accident.

## Chemin de fer léger de Kárahnjúkar
Un chemin de fer léger, propulsé par diesel a été construit au début du XXIe siècle pour la construction de la centrale hydro-électrique de Kárahnjúkar. Le chemin de fer se compose de trois trains fonctionnant en continu. Ces trois trains transportent des personnes, du béton, et d'autres choses destinées à faire fonctionner la machine de forage. Les rames se composaient de locomotives et des wagons à livrée blanche. Les rames ont été construites par Schoma Lokomotiven en Allemagne. Ce chemin de fer n'a été utilisé que lors de la période de construction de ce projet, et il est maintenant fermé. Une grande partie de l'équipement utilisé a été loué à partir de l'Italie où il a été renvoyé après les travaux.
En 2004, la première collision de deux trains est survenue en Islande. Un train de voitures transportant des travailleurs est entré en collision avec un train de ciment dans un tunnel, sous la montagne Valþjófstaðarfjall. Trois personnes ont été blessées.

## Chemin de fer de la ferme de Korpúlfsstaðir
Korpúlfsstaðir a été l'une des premières fermes industrielles en Islande. Construite en 1930 par l'industriel Islandais Thor Jensen, elle était située dans la banlieue de Reykjavik, sur la route de Þingvellir. La ferme a été équipée avec un chemin de fer à voie étroite de 600 mm d'écartement (1 pi 115⁄8 en), permettant le transport de marchandises et de matériaux aux alentours de la ferme. Le matériel roulant se composait principalement de wagons à deux essieux et à benne basculante. Les visites documentées de cette ferme (en 1984 et 1993) n'ont pas vu de locomotives pour exploiter ce chemin de fer, les trains étant mus à la main par le personnel de la ferme. On ne sait pas si ce chemin de fer était à l'origine équipé des locomotives. La ferme de Korpúlfsstaðir Ferme est maintenant fermée et le site a été converti en terrain de golf et une école élémentaire, intégrant la plupart des bâtiments d'origine. Il n'y a aucun trace subsistante de ce réseau de chemin de fer.

## Projets de lignes principales dans les années 1900

### Premières propositions
En 1906, une première proposition officielle pour un chemin de fer en Islande a été faite. Le parcours devait relier Reykjavík à Selfoss via Þingvallavatn. Cette ligne devait avoir une extension vers Akranes/Borgarfjörður, Rangarvöllur. Des études ont été effectués à l'été à l'instigation du Premier Ministre, Hannes Hafstein. Au cours des années suivantes, plusieurs études ont été faites par l'ingénieur Jón Þorláksson en ce qui concerne les chutes de neige et les estimations de coûts, y compris une comparaison des coûts entre une propulsion par pétrole ou par charbon.

### Propositions dans les années 1920
En 1921, l'Althing a décidé d'examiner à nouveau la possibilité d'un chemin de fer. Ainsi, en 1922-1923 un ingénieur danois, a mené des enquêtes pour une ligne de Reykjavík à Selfoss via Þrengsli. C'était la possibilité la plus courte et la solution la moins chère. Cette ligne a été envisagée pour transporter à la fois des passagers et du fret qui aurait été moins cher que les méthodes existantes de transport. En 1927, le plan de développement de la ville de Reykjavík inclut un terminus ferroviaire, juste à l'extérieur du centre-ville de Reykjavík, à Norðurmýri avec plusieurs quais. Le trafic automobile étant en hausse et ayant un besoin de meilleures routes, des comparaisons sont faites entre les deux systèmes, et les routes ont été désignées comme prioritaires. En 1931, l'idée d'avoir un chemin de fer en Islande a été abandonnée.

## Projets ferroviaires récents
Plus récemment, il y a eu des projets d'un chemin de fer reliant Reykjavík à l'aéroport International de Keflavík. Au lieu de cela, une voie rapide à deux fois deux voies (route 41) a été construite en 2008. En 2008, 12 représentants de tous les partis de l'Althing ont présenté une proposition visant à explorer la possible construction d'un chemin de fer de Reykjavík à l'aéroport de Keflavík et aussi un métro léger au sein de la Région de la Capitale.